# Балка Виренделя

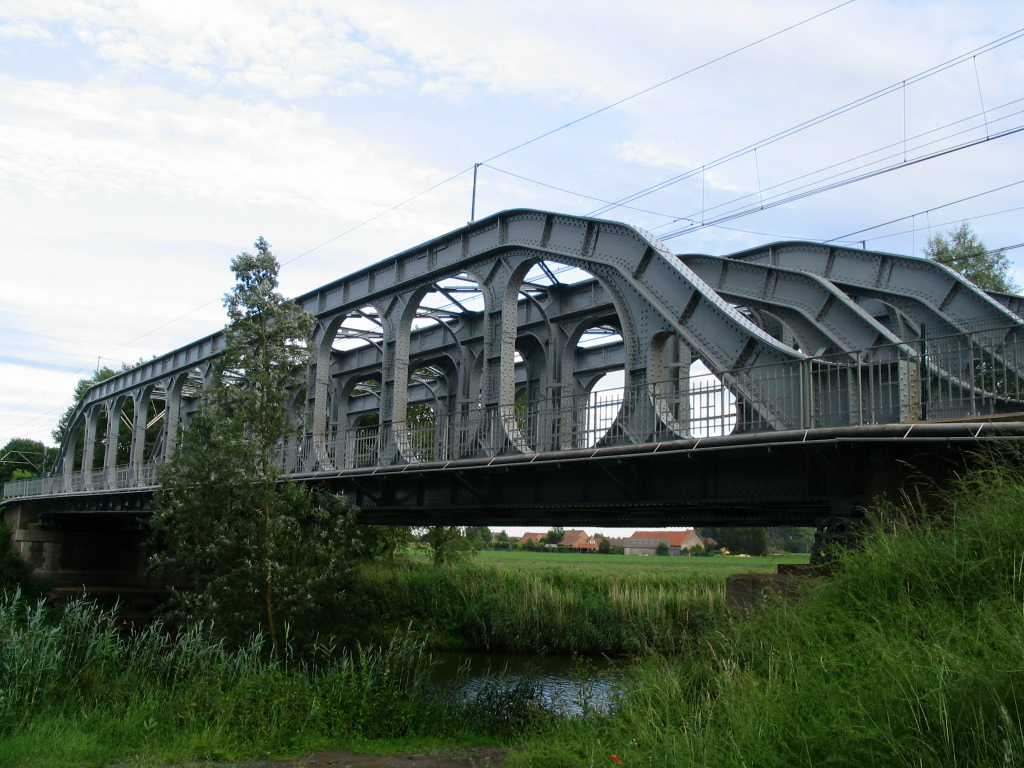
Мост виренделевского типа в Граммене, Бельгия

Балка Виренделя — горизонтальный несущий конструктивный элемент перекрытия в строительстве, работающий главным образом на изгиб; разновидность рамы, которая позволяет перекрыть пролёты до 40 метров без промежуточных опор. Изобретён в конце XIX века бельгийским инженером Артуром Виренделем. 
Ввиду меньшей экономичности в использовании материалов и сложности проектирования до появления компьютеров такие балки редко применяются в мостостроении за пределами Бельгии. Эта форма конструкции чаще используется в зданиях, где имеются крупные диагональные элементы.
Первый такой мост был построен в 1902 году из стали в Авелгеме, Западная Фландрия, Бельгия. Строительство было утверждено после разработки конструкции и расчета прочности Артуром Виренделем в 1896 году. В Бельгии существует много других примеров таких мостов, включая несколько, построенных из бетона, в основном спроектированных учениками Виренделя.

Схема балки Виренделя